# Bottschlotter Koog
Der Bottschlotter Koog (dänisch: Botslot Kog, nordfriesisch: Butschluuter Kuuch) ist ein Koog in Nordfriesland.

## Allgemein
Der Bottschlotter Koog gehört zur Gemeinde Dagebüll und zählt zum Ortsteil Fahretoft. Weitere Köge in der Umgebung sind der Juliane-Marien-Koog, der Osewoldter Koog, der Fahretofter Süderkoog sowie der Kleiseerkoog und der Herrenkoog. Östlich angrenzend befindet sich der Bottschlotter See, der im Winter zum Schlittschuhlaufen, im Sommer auch von Windsurfern als Trainingsrevier genutzt wird.

## Geschichte
Nachdem die jahrzehntelange Arbeit am Bottschlotter Werk, einem Großprojekt der Herzöge von Schleswig zur Eindeichung der Dagebüller Bucht, 1634 durch die Burchardiflut größtenteils zerstört worden war, wurde der Bottschlotter Koog 1641 eingedeicht. Er ist nach dem gleichnamigen Tief benannt. 
Die Eindeichung war seit 1625 durch holländische Katholiken betrieben worden, die in Friedrichstadt ansässig waren. Sie finanzierten als Teilhaber („Partizipanten“) den Deichbau und erhofften sich, ähnlich wie in Glückstadt und Friedrichstadt, das Privileg der Religionsfreiheit. Unterstützung erhielten sie hierbei von der „Propagandakongregation“ des Vatikans und vom Jesuitenorden. Tatsächlich gelang es nach 1633 auf dem Mariendeich, später Holländerdeich genannt, eine katholische Kirche zu errichten, die 200 Personen fasste. Sie wurde jedoch bereits 1640 auf Anordnung des dänischen Königs geschlossen und später abgerissen. Wegen erheblicher Schwierigkeiten bei der Sicherung und Vergrößerung des Kooges gaben die Partizipanten aber letztlich auf, überließen 1647 dem Gottorfer Herzog gegen Entschädigung ihre Ländereien und zogen sich nach Friedrichstadt zurück.
1952 wurde im Bottschlotter Koog ein Schöpfwerk gebaut, damit der Koog nicht mehr überschwemmt wurde.

## Gegenwart
Heute gibt es im Bottschlotter Koog den Bottschlotter Weg, den Finstersweg und den Ebesweg, an denen neun Grundstücke liegen, die meist von landwirtschaftlichen Betrieben genutzt werden. Der Koog hat 27 Einwohner: 10 Kinder und 17 Erwachsene.